# Акоп Мегапарт
Ако́п Мегапа́рт (арм. Հակոբ Մեղապարտ; XV—XVI века) — армянский первопечатник.

## Биография
Биографических сведений об Акопе Мегапарте не сохранилось. В 1512 году в Венеции Мегапарт напечатал первую армянскую печатную книгу «Урбатагирк».
Мегапарт выпустил также книги «Патарагатетр» («Служебник», 1513), «Ахтарк» («Астрономически предсказания»). Особый интерес представляет «Тагаран» («Песенник»), содержащий произведения средневековых армянских поэтов Ованеса Тлкуранци, Фрика, Мкртича Нагаша и др., а также 137 стихотворных загадок Нерсеса Шнорали. В 1513 году издал также «Парзатумар» («Жития святых»). Армянский первопечатник имел свой издательский знак. Имя Акоп Мегапарт упомянуто в колофоне «Служебника», где он называет себя «мегапарт» (грешный).
Благодаря его деятельности армянский язык стал первым языком книгопечатания среди языков народов СНГ.

## Издания
|                                                    |  |                                                                                               |  |                                           |
| Первая армянская печатная книга, Венеция, 1512 год |  | «Ахтарк» (сборник астрологических трактатов, примет и статей о врачевании), Венеция, 1513 год |  | «Тагаран» («Песенник»), Венеция, 1513 год |

## Память

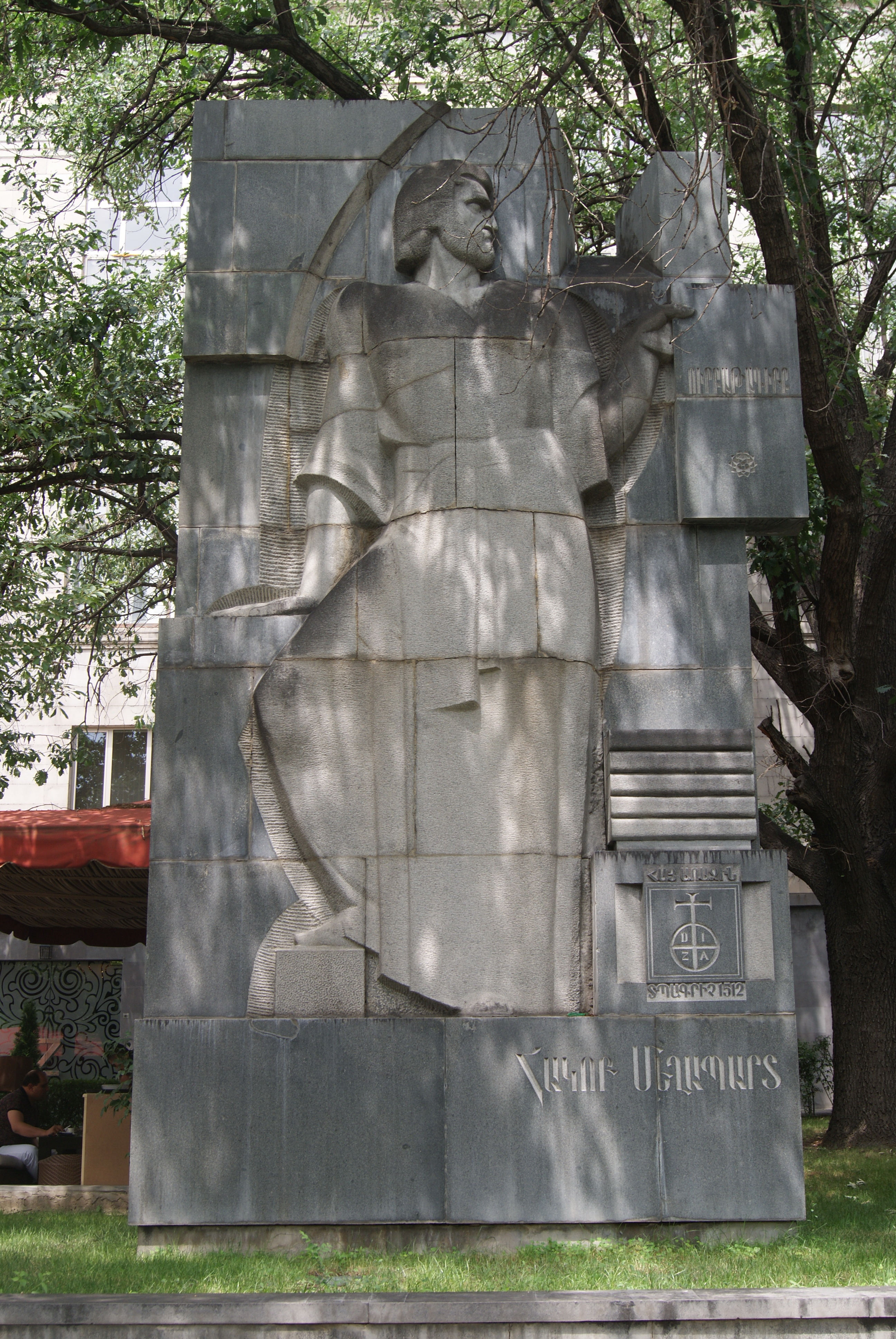
Памятник Акопу Мегапарту в Ереване (ул. Исаакяна)

В 1987 году в Ереване на улице Исаакяна Акопу Мегапарту установлен памятник работы скульптора Х. Искандаряна